# Ossicaulis
Ossicaulis là một chi gồm hai loài nấm. Chi này được định nghĩa năm 1985.

## Links
- Ossicaulis  trên Index Fungorum.